# Gene Gauntier

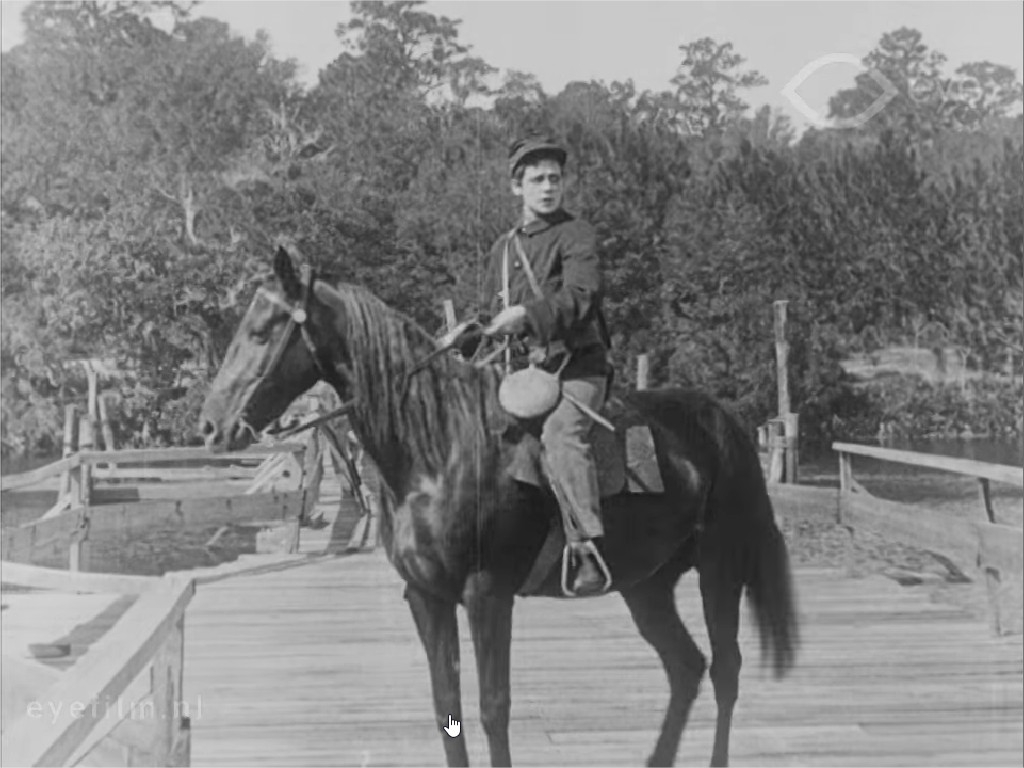
Gene Gauntier incarnant son personnage récurrent, l'espionne Nan, ici dans The Girl Spy Before Vicksburg en 1910.

Gene Gauntier est une actrice, scénariste et réalisatrice américaine, née le 26 août 1885 à Wellsville (Missouri) et morte le 18 décembre 1966 à Cuernavaca (Mexique).

## Biographie
De 1909 à 1911, elle a écrit une série de films centrés sur un personnage d'espionne durant la Guerre de Sécession, qu'elle a elle-même incarnée sous la direction de Sidney Olcott, d'abord dans The Girl Spy: An Incident of the Civil War (en).
En 1928, Blaizing The Trail est publié sous la forme de feuilletons dans le magazine Woman's Home Companion.

## Filmographie

### Comme actrice
- 1906 : The Paymaster
- 1906 : Skyscrapers

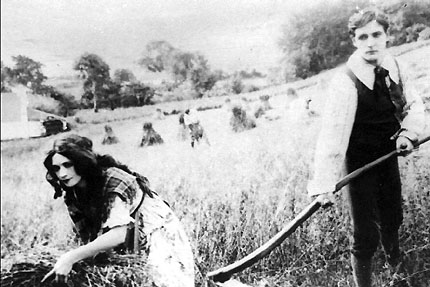
Avec Jack J. Clark, dans You Remember Ellen (1912).

- 1908 : As You Like It de Kenean Buel
- 1908 : Evangeline : Evangeline
- 1908 : Way Down East
- 1908 : La Lettre écarlate (en) : Hester Prynne
- 1908 : Dolly, the Circus Queen : Dolly
- 1908 : Thompson's Night Out : Mrs. Smith
- 1908 : The Romance of an Egg : College Student
- 1908 : The Man in the Box : Gang Member
- 1908 : The Stage Rustler
- 1908 : L'Empreinte digitale[3] de David Wark Griffith : Party Guest
- 1908 : La Mégère apprivoisée [4] de David Wark Griffith
- 1909 : The Wayward Daughter
- 1909 : The Man Who Lost
- 1909 : The Law of the Mountains
- 1909 : The Cracker's Bride
- 1909 : The Girl Spy: An Incident of the Civil War : The Girl Spy
- 1909 : The Slave to Drink
- 1910 : The Romance of a Trained Nurse
- 1910 : The Stepmother
- 1910 : Confederate Spy
- 1910 : The Further Adventures of the Girl Spy
- 1910 : The Forager
- 1910 : The Bravest Girl in the South
- 1910 : Her Soldier Sweetheart de Sidney Olcott
- 1910 : The Egret Hunter
- 1910 : The Castaways
- 1910 : A Child's Faith (it) de David Wark Griffith : (unconfirmed)
- 1910 : A Colonial Belle
- 1910 : The Perversity of Fate
- 1910 : The Cow Puncher's Sweetheart
- 1910 : The Heart of Edna Leslie
- 1910 : The Lad from Old Ireland : Aileene
- 1910 : The Little Spreewald Maiden
- 1910 : The Girl Spy Before Vicksburg : The Girl Spy
- 1910 : The Stranger
- 1910 : Seth's Temptation de Sidney Olcott
- 1911 : A Hitherto Unrelated Incident of the Girl Spy : The Girl Spy
- 1911 : The Irish Honeymoon
- 1911 : A War Time Escape
- 1911 : The Lass Who Couldn't Forget
- 1911 : In Old Florida : The Spanish GIrl
- 1911 : The Fiddle's Requiem
- 1911 : To the Aid of Stonewall Jackson
- 1911 : The Romance of a Dixie Belle
- 1911 : Special Messenger
- 1911 : Rory O'Mores : Kathleen
- 1911 : La Colleen Bawn : Eily O'Connor, the 'Colleen Bawn'
- 1911 : The Fishermaid of Ballydavid
- 1911 : Un patriote irlandais (Arrah-Na-Pogue) : Arrah Meelish
- 1912 : O'Neill (The O'Neill)
- 1912 : Sa mère (His Mother)
- 1912 : The Vagabonds
- 1912 : Far from Erin's Isle
- 1912 : You Remember Ellen
- 1912 : Captain Rivera's Reward
- 1912 : Victim of Circumstances
- 1912 : The Belle of New Orleans
- 1912 : The Fighting Dervishes of the Desert
- 1912 : Missionaries in Darkest Africa
- 1912 : An Arabian Tragedy
- 1912 : Captured by Bedouins : Doris
- 1912 : Tragedy of the Desert
- 1912 : Winning a Widow
- 1912 : A Prisoner of the Harem
- 1912 : Down Through the Ages
- 1912 : From the Manger to the Cross : Marie mère de Jésus
- 1912 : The Kerry Gow
- 1912 : The Mayor from Ireland
- 1912 : Ireland, the Oppressed
- 1912 : The Shaughraun
- 1913 : The Wives of Jamestown : Lady Geraldine
- 1913 : Lady Peggy's Escape : Lady Peggy
- 1915 : The Woman Hater's Baby
- 1915 : The Smuggler's Lass
- 1915 : The Ulster Lass
- 1915 : The Mad Maid of the Forest
- 1915 : Gene of the Northland
- 1920 : Witch's Gold

### Comme scénariste
- 1907 : Why Girls Leave Home
- 1907 : Tom Sawyer
- 1907 : The Days of '61
- 1907 : Ben Hur
- 1908 : The Japanese Invasion
- 1908 : Hiawatha
- 1908 : As you Like It
- 1908 : Evangeline
- 1908 : Way Down East
- 1908 : Washington at Valley Forge
- 1908 : La Lettre écarlate (en)
- 1908 : Hulda's Lovers
- 1908 : Dolly, the Circus Queen
- 1909 : The Wayward Daughter
- 1909 : The Man Who Lost
- 1909 : The Girl Spy: An Incident of the Civil War
- 1909 : The Slave to Drink
- 1910 : The Romance of a Trained Nurse
- 1910 : The Stepmother
- 1910 : Confederate Spy
- 1910 : The Forager
- 1910 : The Castaways
- 1910 : The Lad from Old Ireland
- 1910 : The Little Spreewald Maiden
- 1910 : The Girl Spy Before Vicksburg
- 1911 : A Hitherto Unrelated Incident of the Girl Spy
- 1911 : The Irish: Rory O'Mores
- 1911 : La Colleen Bawn
- 1911 : Arrah-Na-Pogue
- 1912 : Winning a Widow
- 1912 : Ireland, the Oppressed
- 1912 : The Shaughraun
- 1913 : Lady Peggy's Escape
- 1913 : The Octoroon

### Comme réalisatrice
- 1909 : The Grandmother